# Carboxygroep

De carboxygroep (blauw aangegeven) als functionele groep van een carbonzuur (R = waterstofatoom of een organyl-rest, zoals alkyl- of aryl-groep etc.).

De carboxygroep (verouderde naam carboxylgroep) is de functionele groep –COOH van de carbonzuren. De naam is afgeleid van de combinatie van de samenstellende functionele groep, namelijk de carbonylgroep en de hydroxylgroep.
Aan het carboxykoolstofatoom zitten een dubbelgebonden zuurstofatoom en een enkelvoudig gebonden hydroxygroep. Op basis van het elektronegativiteitverschil tussen de zuurstof en de koolstof heeft het koolstofatoom een positieve partiële lading. Daarom reageert het carboxylkoolstofatoom elektrofiel.
De hydroxyeenheid van de carboxygroep is verhoudingsgewijs zuur, het waterstofatoom wordt licht aan de overeenkomstige partner afgegeven. Deze in vergelijking met de alcoholen verhoogde zuurgraad komt door de resonantiestabilisering van de overeenkomstige base, het negatief geladen carboxylaat-anion. Het carboxylaat-anion is gelijkwaardig aan het zuurstofatoom, dat betekent dat de negatieve lading over de beide zuurstofatomen evenwaardig verdeeld is en beide C-O-bindingen een gedeeltelijk dubbelbindingskarakter bezitten.
Carbonzuren zijn in oplossing en in kristallen vaak als dimeren aanwezig, waarbij de carbonyl- en hydroxylzuurstof van twee verschillende moleculen door het hydroxyproton een waterstofbrug vormt. De paarvorming geeft twee waterstofbruggen per dimeer.
Carboxygroepen zijn in de natuur als bestanddeel van carbon- en aminozuren een van de meest voorkomende functionele groepen.